# Automolus leucophthalmus
Az Automolus leucophthalmus a madarak (Aves) osztályának verébalakúak (Passeriformes) rendjébe és a fazekasmadár-félék (Furnariidae) családjába tartozó faja.

## Rendszerezése
A fajt Maximilian zu Wied-Neuwied német herceg, felfedező és természettudós írta le 1821-ben, az Anabates nembe Anabates leucophthalmus néven.

## Alfajai
- Automolus leucophthalmus lammi Zimmer, 1947[2] vagy Automolus lammi[1]
- Automolus leucophthalmus leucophthalmus (Wied-Neuwied, 1821)
- Automolus leucophthalmus sulphurascens (Lichtenstein, 1823)

## Előfordulása
Dél-Amerika középső, keleti részén, Argentína, Brazília és Paraguay területén honos. Állandó, nem vonuló faj. Természetes élőhelyei a szubtrópusi és trópusi síkvidéki esőerdők. Állandó, nem vonuló faj.

## Megjelenése
Testhossza 20 centiméter, testtömege 25-35 gramm.
|  |

## Életmódja
Rovarokkal táplálkozik.

## Természetvédelmi helyzete
Az elterjedési területe rendkívül nagy, egyedszáma viszont csökken, de még nem éri el a kritikus szintet. A Természetvédelmi Világszövetség Vörös listáján nem fenyegetett fajként szerepel.